# Roswitha Staege
Roswitha Staege (* 1950 in Berlin) ist eine deutsche Flötistin und Musikpädagogin.

## Leben und Wirken
Roswitha Staege wurde 1950 in Berlin geboren. Als Elfjährige begann sie ihr Studium der Blockflöte bei Thea von Sparr am Städtischen Konservatorium Berlin (heute: Julius-Stern-Institut der Universität der Künste). Dieses Studium schloss sie 1969 gleichzeitig mit ihrer Abiturprüfung mit dem Diplom ab. Seit April 1969 studierte sie in Hamburg bei Karlheinz und Gertrud Zoeller und seit 1974 in Berlin bei James Galway in der Orchesterakademie des Berliner Philharmonischen Orchesters Flöte. Sie nahm an Meisterkursen bei Jean Pierre Rampal und Marcel Moyse teil. Sie gewann zahlreiche internationale Musikwettbewerbe, darunter 1974 den Internationalen Musikwettbewerb der ARD in München.
Im selben Jahr wurde sie Soloflötistin am Rundfunk-Sinfonieorchester Saarbrücken. Als Solistin und Kammermusikerin war Roswitha Staege Gast bei zahlreichen Festivals auf der ganzen Welt. Sie gab Meisterkurse in Frankreich, Deutschland, Österreich, Japan und der Schweiz. Ihr besonderes Interesse galt der Musik des 18. Jahrhunderts und der neuen Musik. Ein besonderes Verhältnis verband Roswitha Staege mit den Komponisten Hans Zender, der ihr mehrere Stücke widmete, und Isang Yun, dessen Flötenkonzert sie weltweit rund 27 Mal zur Aufführung brachte. Staege inspirierte Isang Yun zu mehreren Kompositionen.
Viele Radio- und Fernsehaufnahmen sowie Einspielungen auf Tonträgern belegen ihr breites Repertoire. Seit 1994 wirkte Staege als Professorin an der Hochschule für Musik Saar. 1996 wurde sie an die Universität der Künste Berlin berufen, wo sie bis 2016 unterrichtete.  Mehrere Jahre lang hatte sie zusätzlich eine Gastprofessur an der Elizabeth University in Hiroshima, Japan.
Staege ist seit vielen Jahren Mitglied des Deutschen Musikrates. Sie wirkte in zahlreichen Jurys bei Musikwettbewerben mit und ist Vorsitzende der Paul-Hindemith-Gesellschaft in Berlin.
Der amerikanische Musikkritiker Harold C. Schonberg charakterisierte sie in der New York Times als „sensible Musikerin und versierte Virtuosin“.